# Goli pištolj
Goli pištolj (The Naked Gun: From the Files of Police Squad!) prvi je u serijalu od tri filma Goli pištolj u kojem glume Leslie Nielsen, Priscilla Presley, George Kennedy i O.J. Simpson. Serijal od tri filma prati avanture Nielsenovog lika, poručnika Franka Drebina, i njegovu borbu protiv zločinaca.
Goli pištolj snimljen je 1988., a poslije njegova prezentiranja uslijedio je val parodija. U ovom filmu mogu se prepoznati i poznate scene iz drugih popularnih filmova koje su prilagođene za parodiju. Film je dobro prošao i kod kritike i kod publike na što ukazuje nagrada Golden Screen koju je dobio drugi dio filma 1991.
Serijal se temelji na liku kojeg je Nielsen stvorio u TV seriji Policijski odred. Kreativni tim serije Policijski odred i filmova Goli pištolj je isti; činili su ga Jerry Zucker, Jim Abrahams, David Zucker i Pat Proft.

## Radnja
Radnja serijala parodija je na klišeje iz detektivskih filmova koja obiluje stereotipovima. Izruguju se i mnogi drugi filmski žanrovi i stilovi, a film je pun asocijacija na događaje aktualne 1980-ih godina.
Film počinje sastankom anti-američkih državnika u Beirutu: Ajatolaha Homeinija, Mihaila Gorbačova (koji tvrdi da je uvjerio Amerikance da je "pozitivni lik"), Jasera Arafata, Muammara Gadafija i Idija Amina koji planiraju teroristički čin. Ispostavlja se da je Frank Drebin uspio doći na sastanak pod krinkom konobara; on istuče sve prisutne državnike i pobjegne, odnosno, ispadne kroz prozor.
Ponovno u Los Angelesu, detektiv Nordberg (Simpson) istražuje šverc kokaina na dokovima, kad ga ugleda prerušeni zločinac Vincent Ludwig (Montalbán) koji ga mnogo puta ustrijeli prije nego što Nordberg napokon padne (Nordbergove se teške ozljede provlače kao geg kroz cijeli film, ali on uvijek nekako uspije preživjeti). Nakon što ga njegov kolega Ed (Kennedy) obavijesti o slučaju, Frank posjećuje Nordberga u bolnici gdje Nordberga ponovno pokušavaju ubiti. Frank lovi plaćenog ubojicu (liječnika) autom kojeg vozi uspaničeni učenik vozačke škole dok nesretni ubojica ne baci vojnu raketu na tvornicu pirotehnike.
Frank čuje Ludwiga kako priča o sustavu za upravljanje ljudskim tijelom kojeg je sam osmislio i njegovom planu da ubije kraljicu Elizabetu II. za 20 milijuna dolara. Drebin upoznaje i zaljubljuje se u Ludwigovu pomoćnicu Jane Spencer (Presley). Kasnije se otkriva da Jane ne zna ništa o Ludwigovim planovima za ubojstvo, a nakon što Drebin i Jane provedu noć zajedno, ona mu pomaže u njegovoj istrazi.
Nakon katastrofe, koju je na prijemu za kraljicu pokrenuo Drebin, film se usredotočuje na Kraljičin posjet baseball utakmici kluba California Angels. Frank mora saznati kako ju Ludwig namjerava ubiti, a uz to se mora i skrivati od kolega policajaca, koji sada imaju naredbu da ga uhite. Frank nokautira "renomiranog opernog pjevača" Enrica Pallazza, uzima njegovu odjeću i umjesto njega pjeva američku himnu. 
Frank ipak spašava Kraljičin život kad slučajno uspava neku debelu ženu strelicom ispucanom iz pištolja; žena padne na hipnotiziranog igrača (Reggie Jackson) koji se upravo spremao pucati u Kraljicu. Ludwig bježi na vrh stadiona, uzima Jane za taoca, ali ga Frank uspijeva uspavati. Ludwig pada na parkiralište gdje ga pregaze autobus i parna lokomotiva, a zatim članovi limene glazbe  prelaze preko njegovog tijela. Frank daje Jane zaručnički prsten. Gradonačelnik zahvaljuje Franku govoreći mu da mu cijeli svijet duguje zahvalnost, a čestita mu i Nordberg koji, iako još uvijek u invalidskim kolicima, izgleda prilično dobro sve dok ga Frank ne potapša po leđima zbog čega se pokrenu kolica i Nordberg "leti" niz strminu čime film i završava.

## Filmska ekipa
Redatelj: David Zucker
Glavne uloge:
- Leslie Nielsen (Frank Drebin)
- Priscilla Presley (Jane Spencer)

Sporedne uloge:
- O.J.Simpson
- Ricardo Montalban
- Jeannette Charles
- Raye Birk
- Nancy Marchand

## Vanjske poveznice
- Goli pištolj u internetskoj bazi filmova IMDb-a